# Костянтин II (король Греції)
Костянтин II (грец. Κωνσταντίνος Β΄; 2 червня 1940 — 10 січня 2023) — останній король Греції, а також останній православний монарх, який царював будь-коли й будь-де. За батьком королем Павлом І належав до династії Глюксбургів.

## Родовід
Костянтин народився 2 червня 1940 року у сім'ї принца Павла, спадкоємця престолу. Британський принц Філіп, герцог Единбурзький і чоловік королеви Єлизавети II, був його дядьком.

## Біографія
Королем проголошений 6 березня 1964, після смерті батька, того ж дня він склав присягу. Політичні погляди Костянтина II характеризувалися яскраво вираженим антикомунізмом.
Загалом період правління Костянтина випав на дуже складний період у післявоєнній історії Греції. У той час коли сусідні країни Європи, зокрема Італія, бурхливо розвивались, Греція продовжувала залишатися на місці. Національна трагедія внутрішнього конфлікту загальмувала політичний, соціальний і економічний прогрес країни, надовго поставила її в залежність від іноземних держав.
Щоправда цей відзначився підйомом демократичного руху у Греції. У листопаді 1963 до влади прийшов уряд на чолі із Георгіосом Папандреу. На цьому тлі часто спалахували протести студентів, робітничі страйки. Такі народні настрої дуже непокоїли короля та королівський двір. Вони почали готуватись до контрнаступу. 15 липня 1965 р. Костянтин II здійснив «палацовий переворот»: відсторонив Г. Папандреу від поста прем'єр-міністра і призначив на його місце діяча правого напрямку Г. Афанасіадіса-Новаса. Цей крок короля був цілком антиконституційним і спрямованим проти робочого і демократичного руху.
Це викликало нову хвилю народного незадоволення, вже через два місяці був формований новий уряд Стефаноса Стефанопулоса. Проте і він виявився неспроможним забезпечити стабільність в державі. Тим часом реакційні кола готувались до встановлення диктатури хунти полковників. Згодом були створені це два кабінети Параскевопулоса та Канеллопулоса, але й вони виявились нежиттєздатними, бо не мали реальної підтримки народу. У 1968 після приходу до влади «чорних полковників» король виїхав до Великої Британії. Після повалення самої хунти новий уряд на підставі референдуму проголосив Грецію республікою.
У 1994 році за розпорядженням прем'єр-міністра країни Андреаса Папандреу в короля Костянтина конфіскували всю нерухомість, а саме: три палаци у передмісті Афін, на острові Корфу та біля міста Лариса. Крім того, членів королівської родини позбавили громадянства й заборонили їм в'їзд до Греції.

## Спадкоємці
У віці 24 років король Костянтин II одружився з Анною-Марією Ольденбурзькою. Вони мали 5 спільних дітей:
- Алексія Ольденбурзька
- Павло — до 2023 р князь Спарти, з 2023 року спадковий король Грецький.
- Ніколай Ольденбурзький
- Теодора Ольденбурзька
- Філіппос Ольденбузький

## Спортивна кар'єра
1960 року у віці 20 років коронний принц Костянтин став олімпійським чемпіоном на літній Олімпіаді в Римі. Він брав участь у командному змаганні з вітрильного спорту серед яхт класу «Дракон». Президент НОК Греції. В період 1963—1974 король Костянтин був членом Міжнародного олімпійського комтету; з 1967 року по 1973 рік — член Комісії МОК з питань Міжнародної олімпійської академії. 1974 року став почесним членом МОК.